# Plasa Climăuți, județul Soroca
Plasa Climăuți a fost o unitate administrativ-teritorială din perioada interbelică, în județul Soroca din România. 
Plasa Climăuți avea (în anul 1930) 57  localități:
1. Antoneni
2. Bârnova
3. Boroseni
4. Braicău
5. Briceni
6. Briceva
7. Caraiman
8. Căetănești
9. Călărășăuca
10. Cernoleuca
11. Climăuți
12. Codreni
13. Codrenii-Noi
14. Corbu
15. Dângenii-de-Jos
16. Dângenii-de-Sus
17. Dondușeni
18. Dondușeni-Gară
19. Dragoș-Vodă
20. Drochia
21. Elena-Doamnă
22. Elisabeta
23. Frasân
24. Gârbova
25. General-Dragalina
26. Ghizdita
27. Goleni
28. Grinăuți
29. Lencăuți
30. Lipnic
31. Mândâc
32. Mereșăuca-Lencăuți
33. Mereșăuca-Otaci
34. Moara-Nouă
35. Moșana
36. Naslavcea
37. Naslavcea-Nouă
38. Ocnița-Gară
39. Otaci-Sat
40. Otaci-Târg
41. Paustova
42. Pivniceni
43. Plop
44. Rediul Mare
45. Rujnița
46. Ruseni
47. Sauca
48. Scăenii-de-Sus
49. Serghiești
50. Slănina
51. Slobozia
52. Șalvirii-Vechi
53. Târnova
54. Țarigrad
55. Țaul
56. Verejeni
57. Vălcineț